# St Mary's Church (Studley Royal Park)
St Mary's Church is een neogotische kerk van William Burges in het landschapspark Studley Royal Park in North Yorkshire in het Verenigd Koninkrijk. Als onderdeel van het park behoort de kerk sinds 1986 tot het werelderfgoed van de UNESCO.
St Mary's Church was een van de twee laat-Victoriaanse herdenkingskerken die in Yorkshire werden gebouwd door de familie van George Robinson, 1ste Markies van Ripon, ter herinnering aan Frederick Gratham Vyner. De andere kerk is de Church of Christ the Consoler in Skelton-on-Ure. Ook die kerk werd door William Burges ontworpen. Aanleiding voor de bouw was de moord op Vyner in 1870 door Griekse bandieten. Zijn moeder, Lady Mary Viner, en zijn zus, Lady Ripon besloten dat het al verzamelde, maar nog niet betaalde losgeld gebruikt diende te worden voor de bouw van twee kerken ter herinnering aan hem op hun twee landgoederen in Yorkshire.
De aanstelling van Burges was zeer waarschijnlijk het gevolg van de band tussen zijn voornaamste mecenas, John Crichton-Stuart, 3de markies van Bute, en Vyner, die in Oxford met elkaar bevriend waren geweest. De opdracht voor het ontwerpen van St Mary's op het landgoed van Lady Ripon, Studley Royal, werd gegeven in 1870 en een jaar later werd met de bouw begonnen. In 1878 kon de kerk gewijd worden. Net als in Skelton is ook in deze kerk te zien dat Burges zijn oorspronkelijke op de vroege Franse architectuur gebaseerde stijl verving door meer Engelse ontwerpen. De bekende kunsthistoricus Nikolaus Pevsner schrijft over "a Victorian shrine, a dream of Early English glory." Het interieur is rijk en overtreft dat van de kerk in Skelton. Vooral het gebrandschilderd glas is van hoge kwaliteit. St Mary's kan worden beschouwd als Burges' "ecclesiastical masterpiece."

## Bron
De oorspronkelijke versie van dit artikel is een vertaling en bewerking van een gedeelte van deze versie van het artikel "Studley Royal Park" van de Engelse Wikipedia. De namen van de auteurs zijn hier te vinden.